# Фриш, Макс
Макс Фриш (нем. Max Frisch; 15 мая 1911, Цюрих — 4 апреля 1991, там же) — швейцарский писатель и драматург.

## Биография
Отец Макса Фриша был архитектором, мать служила гувернанткой. Литературным творчеством Фриш заинтересовался ещё во время учёбы в гимназии. Одну из первых пьес Фриш отправил Максу Рейнгардту, однако режиссёр не ответил начинающему писателю. С 1930 по 1932 год он учился в Цюрихском университете — изучал германистику. Первая публикация Фриша «Мимическая партитура?» появилась в «Neue Zürcher Zeitung» в 1931 году. После смерти отца оставил учёбу и поступил на службу газетным репортёром. В это время написал романы «Юрг Рейнгарт» (1934) и «Ответ из тишины» (1937). В 1936 году поступил на архитектурное отделение Цюрихской высшей технической школы, которую окончил в 1940 году. Прочитав роман Готфрида Келлера «Зелёный Генрих», Фриш разочаровался в собственном творчестве.
Во время Второй мировой войны Фриш был призван в армию, проходил службу в артиллерийской части на границе. В это время начал вести дневник, в 1940 году опубликованный под названием «Листки из вещевого мешка»; затем появился роман «J’adore ce qui me brûle», в переводе с французского — «Обожаю то, что меня сжигает». Со второй половины 1940-х годов Фриш работал для театра — написал пьесы: «Санта Крус», «Они опять поют», «Китайская стена» и многие другие. Тем не менее, до 1950-х годов он зарабатывал на жизнь как архитектор.
Мировую известность Максу Фришу принесли три романа: «Штиллер» (1954), «Homo Фабер» (1957) и «Назову себя Гантенбайн» (1964).
В 1960-е годы Фриш много путешествовал, посетил Японию, США и другие страны. В 1972 году он поселился в Берлине, а в начале 1980-х годов переселился в США, в Нью-Йорк, со своей спутницей жизни — Элис Лок-Кэри, которой он посвятил часть своих дневников. Эти дневники, найденные в архивах его секретарши, были опубликованы в марте 2010 года. В них содержатся размышления о жизни в США во время президентства Рональда Рейгана.
Лауреат премии Шиллера (1973) и премии памяти Шиллера (1965).

## Произведения

### Романы
- «Юрг Рейнгарт» / нем. Jürg Reinhart (1934)
- «Ответ из тишины» / нем. Antwort aus der Stille (1937)
- «Тяжёлые люди, или J’adore ce qui me brûle» / нем. J’adore ce qui me brûle oder Die Schwierigen (1944; 1957)
- «Бин, или Путешествие в Пекин» / нем. Bin oder Die Reise nach Peking (1945)
- «Штиллер» / нем. Stiller (1954)
- «Homo Фабер» / нем. Homo faber (1957)
- «Назову себя Гантенбайн» / нем. Mein Name sei Gantenbein (1964)
- «Монток» / нем. Montauk (1975)
- «Человек появляется в эпоху Голоцена» / нем. Der Mensch erscheint im Holozän (1979)
- «Синяя борода» / нем. Blaubart (1982)

### Дневники
- «Листки из вещевого мешка» / нем. Blätter aus dem Brotsack (1940)
- «Дневник с Марион» / нем. Tagebuch mit Marion (1947)
- «Дневник 1946—1949» / нем. Tagebuch 1946 — 1949 (1950)
- «Дневник 1966—1971» / нем. Tagebuch 1966 — 1971 (1972; 1992)

### Пьесы
- «Санта Крус» / нем. Santa Cruz (1944)
- «И вот они вновь поют» / нем. Nun singen sie wieder (1946)
- «Китайская стена» / нем. Die Chinesische Mauer (1946; 1955; 1965; 1972)
- «Когда окончилась война» / нем. Als der Krieg zu Ende war (1949)
- «Граф Эдерланд» / нем. Graf Öderland (1951; 1956; 1961)
- «Дон Жуан, или Любовь к геометрии» / нем. Don Juan oder Die Liebe zur Geometrie (1953; 1962)
- «Бидерман и поджигатели» / нем. Biedermann und die Brandstifter (1958)
- «Великая ярость Филиппа Хоца» / нем. Die große Wut des Philipp Hotz (1958)
- «Андорра» / нем. Andorra (1961)
- «Биография» / нем. Biografie: Ein Spiel (1968; 1984)
- «Триптих» / нем. Triptychon (1978; 1980)

## Театральные постановки
- 1965 — «Бидерман и поджигатели», Московский театр сатиры
- 1966 — «Бидерман и поджигатели», Академический театр драмы им. А. С. Пушкина. Постановка Р. Сусловича
- 1966 — «Дон Жуан, или Любовь к геометрии», Московский театр сатиры. Постановка В. Плучека
- 1992  — «Биография», Омский академический театр драмы. Постановка: Лев Стукалов.
- 1997 — «Вам позволено переиграть» (по пьесе «Биография»), театр-кабаре «Летучая мышь». Постановка Г. Гурвича
- 2002 — «Санта-Крус», Казанский государственный театр юного зрителя. Постановка Марины Глуховской
- 2006 — «Игра. Игра. Биография» (по пьесе «Биография»), Екатеринбургский драматический театр «Волхонка». Постановка Анны Ермаковой[3]
- 2009 — «Бидерман и поджигатели», Театр имени Шота Руставели. Постановка Роберта Стуруа
- 2012 — «Биография», Московский театр «Без Названия». Постановка: Алексей Козлов. Актёры: Юлия Дегтяренко, Николай Дроздовский, Эдуард Дивинский[4][5]
- 2016 — «Назову себя Гантенбайн» , Театр на Таганке. Постановка Сергея Трифонова.

## В кино
- Путешественник / Странник / The Voyager. 1991. Режиссёр Фолькер Шлёндорф (Volker Schlöndorff).

Фриш стал одним из центральных персонажей художественного фильма Маргареты фон Тротта «Объясни мне, любовь» (2023).

## Издания на русском языке
- Homo Фабер. / Пер. с нем. Л. Лунгиной. — М.: Молодая гвардия, 1967. — 240 с.
- Пьесы. — М.: Искусство, 1970. — 576 с., 25 000 экз.
- Штиллер. / Пер. с нем. Т. Исаевой под ред. Н. Ман; Предисл. Д. Затонского. — М.: Художественная литература, 1972. — 398 с. — Тираж 50 000 экз.
- Назову себя Гантенбайн. // Иностранная литература, 1975, № 4—6. [lib.ru/INPROZ/FRISH/gante.txt]
- Homo Фабер. Назову себя Гантенбайн / Пер. с нем. Л. Лунгиной и С. Апта; Предисл. Н. Павловой. — М.: Прогресс, 1975. — 462 с. (Мастера современной прозы) Тираж 100 000 экз.
- Монток. Человек появляется в эпоху голоцена: Повести / Пер. с нем. Е. Кацевой; Предисл. Д. Затонского. — М.: Прогресс, 1982. — 280 с. Тираж 50 000 экз.
- Листки из вещевого мешка. / Сост. Е. А. Кацева; Предисл. Н. С. Павловой. — М.: Прогресс, 1987. — 320 с. — Тираж 50 000 экз.
- Избранные произведения. В 3-х тт. — М.: Художественная литература, 1991. — Тираж 100 000 экз. — ISBN 5-280-01748-5
  - Т. 1.: Листки из вещевого мешка. Штиллер. — ISBN 5-280-01747-7
  - Т. 2.: Homo Фабер. Назову себя Гантенбайн. — ISBN 5-280-01749-3
  - Т. 3.: Солдатская книжка. Стенограмма одного несчастья. Монток. Человек появляется в эпоху голоцена. Синяя борода. Из дневников. Швейцария без армии? — ISBN 5-280-01804-X
- Листки из вещевого мешка. Штиллер. / Сост. Е. А. Кацева. — М.: Канон-пресс; Кучково поле, 1998. — 464 с.
- Homo Фабер. Назову себя Гантенбайн. Солдатская книжка. / Сост. Е. А. Кацева. — М.: Канон-пресс; Кучково поле, 1998. — 560 с.
- Назову себя Гантенбайн. / Пер с нем. С. К. Апта. — СПб.: Азбука, 1998. — 351 с.
- Homo Faber. Назову себя Гантенбайн. — Ростов-на-Дону: Феникс, 2000.
- Штиллер. / Сост. Е. А. Кацева. — Харьков: Фолио; М.: ACT, 2000. — 448 с. — (Вершины. Коллекция)
- Назову себя Гантенбайн. / Сост. Е. А. Кацева. — Харьков: Фолио; М.: ACT, 2000. — 576 с. — (Вершины. Коллекция)
- Триптих. — Харьков: Фолио, 2000.
- Переписка: Макс Фриш — Фридрих Дюрренматт. // Иностранная литература. — 2002. — № 9.
- Homo Faber. Монток. Человек появляется в эпоху голоцена. Синяя борода. — М.: Олма-Пресс, 2004.
- Homo Faber. Монток. Человек появляется в эпоху голоцена. Из дневников. — М.: АСТ, 2004.
- Тяжёлые люди, или J’adore ce qui me brûle. — М.: Текст, 2007.
- Назову себя Гантенбайн. / Пер. с нем. С. К. Апта. — М.: АСТ; Астрель, 2010. — 317 с. — Тираж 3000 экз. — ISBN 978-5-17-066921-9 (АСТ) ; ISBN 978-5-271-29841-7 (Астрель)